# Lerema accius
Lerema accius là một loài bướm ngày thuộc họ Hesperiidae. Nó được tìm thấy ở Georgia phía đông đến Texas, phía nam đến Florida, phía nam through México và Trung Mỹ to Venezuela và Colombia.

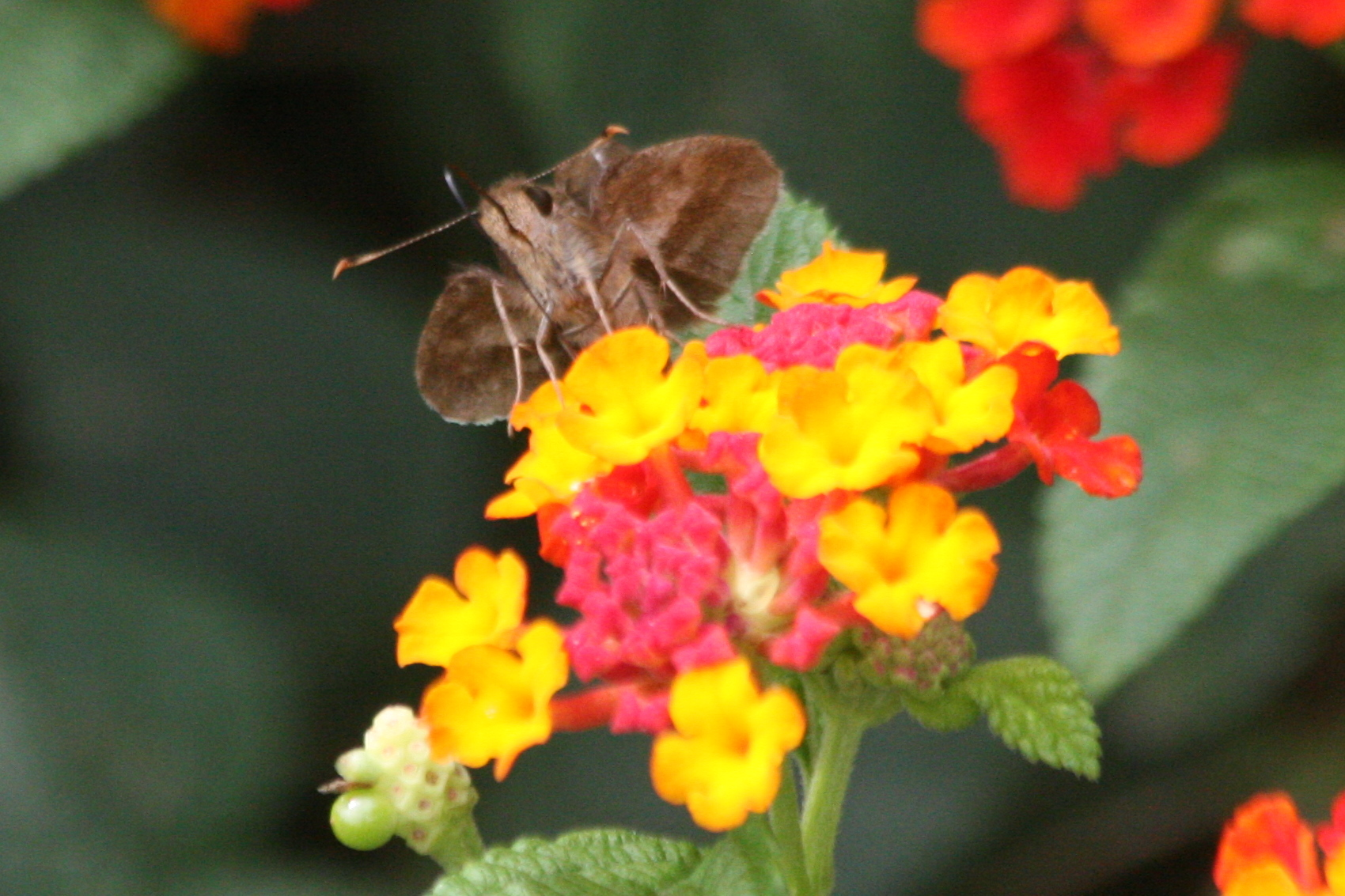

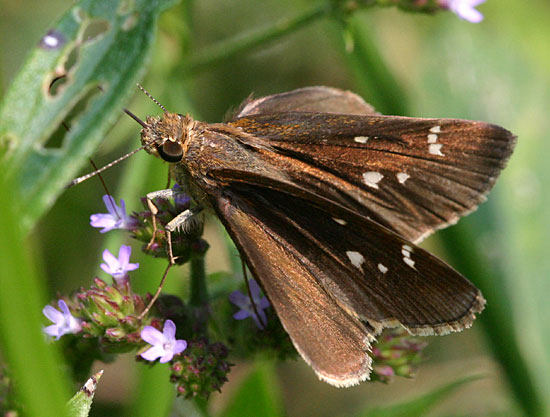

Sải cánh dài 32–45 mm. Con trưởng thành bay quanh năm in Florida and miền nam Texas.
Ấu trùng ăn nhiều loại cỏ bao gồm Stenotaphrum secundatum, Erianthus alopecturoides and Echinochloa povietianum. Adults feed on the nectar of various pink, purple or white flowers bao gồm shepherd's needle, selfheal, vervain, buttonbush, and lantana.

## Hình ảnh

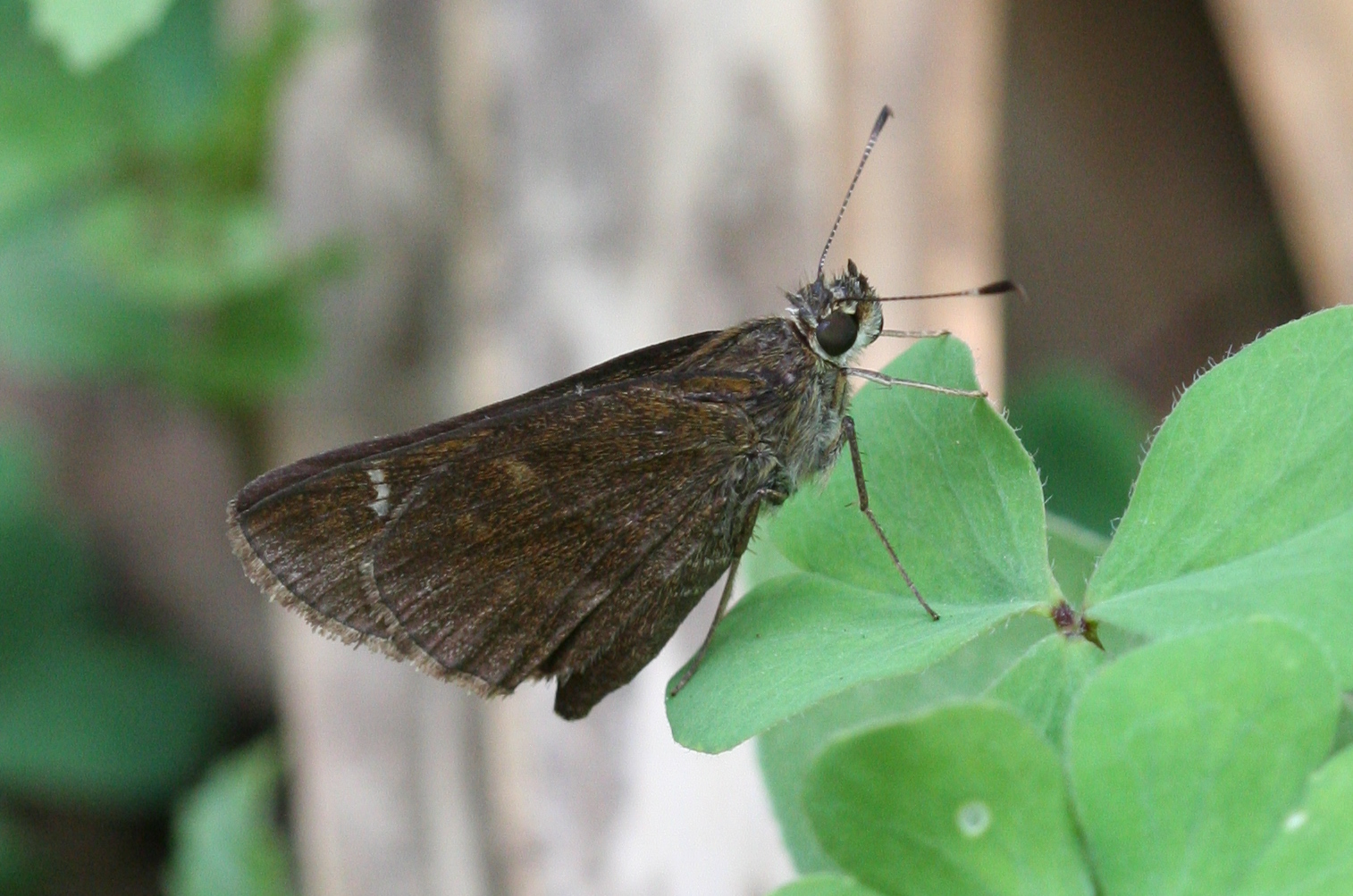
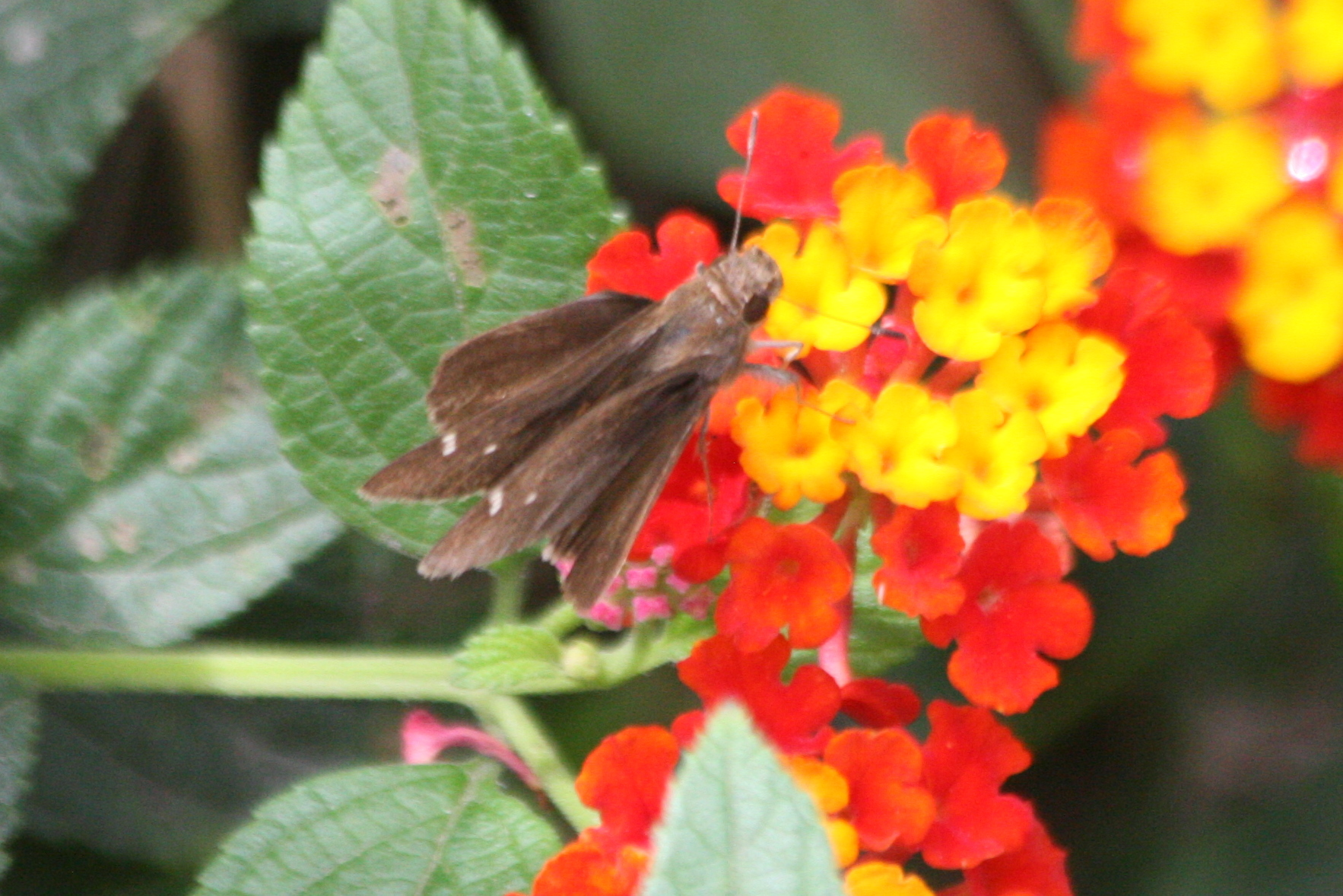
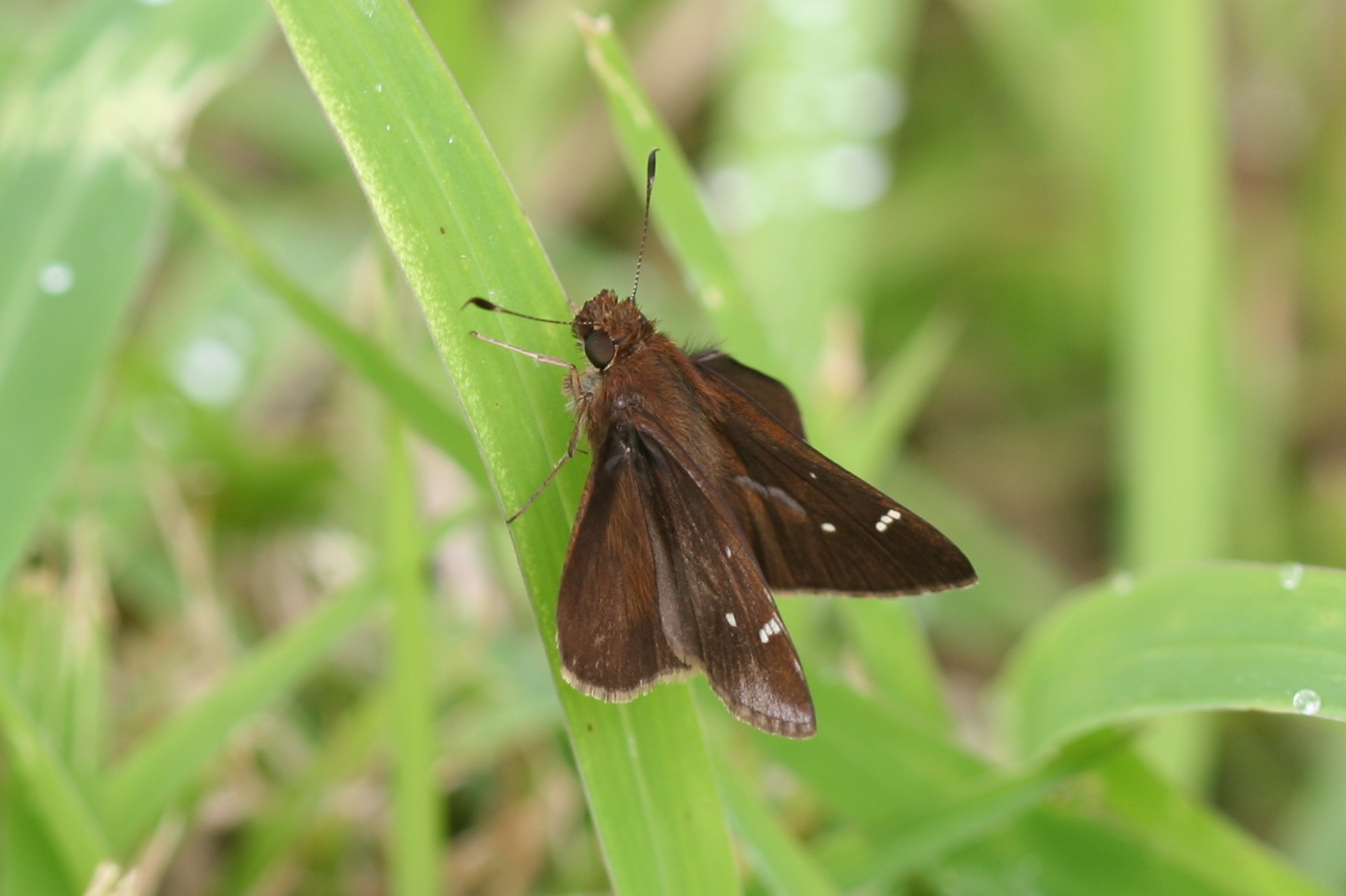
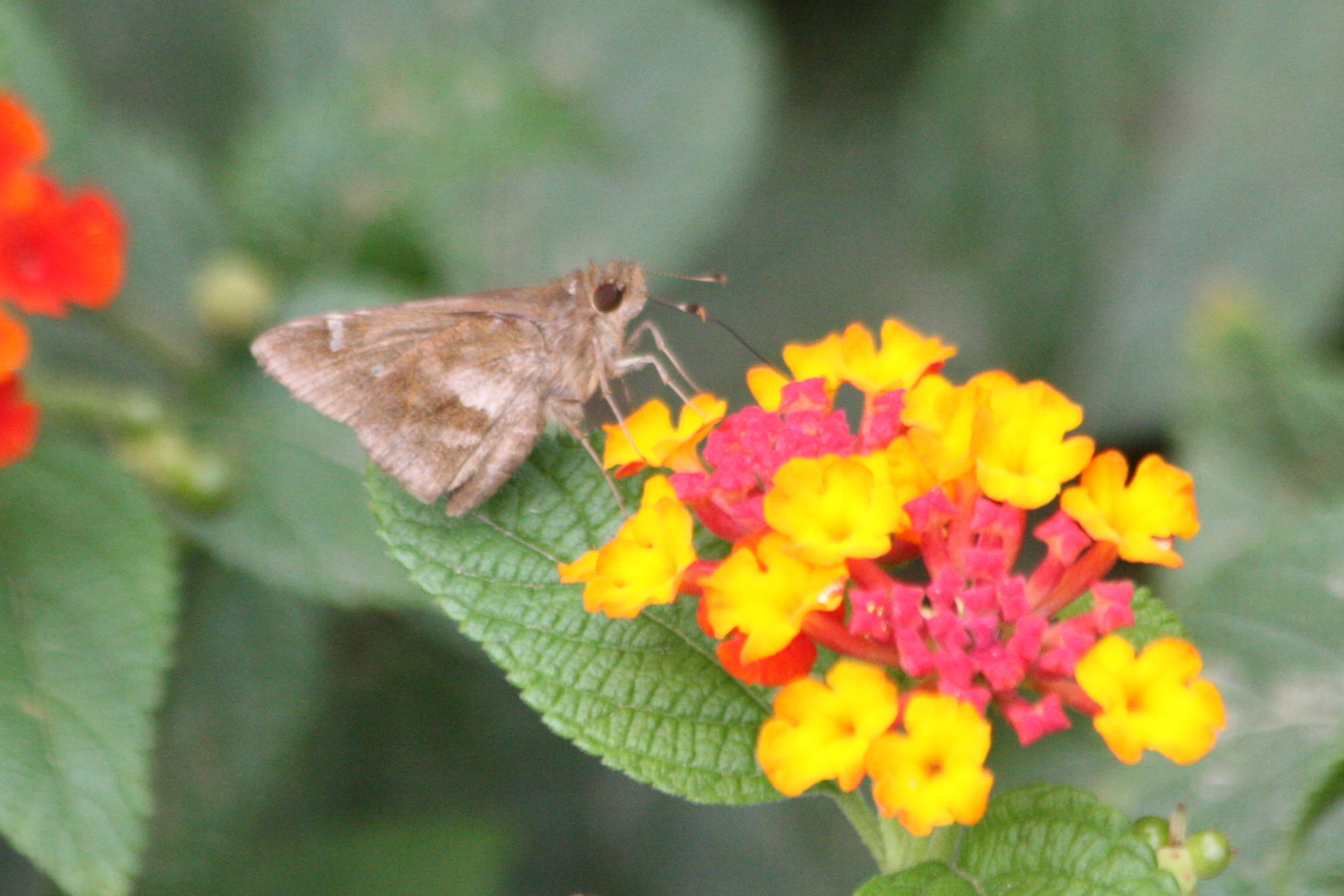

## Phân loài
- Lerema accius accius
- Lerema accius lochius (Venezuela)